# The Faust Tapes
The Faust Tapes è il terzo album dei Faust, pubblicato nel 1973.
L'album vendette bene nel Regno Unito (50 000 copie) grazie al fatto che la Virgin Records lo vendette al prezzo di un singolo.
La Recommended Records ristampò l'album nel 1980 su LP e su CD nel 1996 e 2001.
La struttura dell'album ricorda Thick as a Brick (1972) dei Jethro Tull.

## Tracce

### LP
Lato A
1. "Untitled" – 22:37

Lato B
1. "Untitled" – 20:49

### CD
1. "Exercise - With Several Hands on a Piano" (Faust) – 0:52
2. "Exercise - With Voices, Drum and Sax" (Faust) – 0:21
3. "Flashback Caruso" (Sosna) – 4:01
4. "Exercise - With Voices" (Faust) – 1:48
5. "J'ai Mal Aux Dents" (Sosna) – 7:14
6. "Untitled" (Faust) – 1:03
7. "Untitled (Arnulf and Zappi on drums)" (Faust) – 1:42
8. "Dr. Schwitters - Intro" (Faust) – 0:25
9. "Exercise (continues track 1)" (Faust) – 1:11
10. "Untitled" (Faust) – 1:18
11. "Untitled" (Faust) – 0:50
12. "Dr. Schwitters (Snippet)" (Faust) – 0:49
13. "Untitled (Arnulf on drums)" (Faust) – 1:03
14. "Untitled (Arnulf on drums)" (Faust) – 0:47
15. "Untitled (all on saxes)" (Faust) – 4:33
16. "Untitled" (Faust) – 2:18
17. "Untitled (Rudolf)" (Faust) – 0:34
18. "Untitled (Rudolf)" (Faust) – 0:51
19. "Untitled (Rudolf)" (Faust) – 1:15
20. "Untitled" (Faust) – 2:28
21. "Untitled" (Faust) – 0:20
22. "Untitled" (Faust) – 1:13
23. "Untitled" (Faust) – 0:59
24. "Stretch Out Time" (Sosna) – 1:35
25. "Der Baum" (Péron) – 3:49
26. "Chère Chambre" (Péron) – 3:07

## Formazione
- Werner "Zappi" Diermaier – percussioni
- Hans Joachim Irmler – organo
- Arnulf Meifert – percussioni
- Jean-Hervé Péron – basso elettrico
- Rudolf Sosna – chitarra e tastiera
- Gunter Wüsthoff – sintetizzatore e sax

### Produzione
- Kurt Graupner – ingegnere del suono
- Uwe Nettelbeck – produttore, grafico